# Jenny Dürst
Jenny Dürst (* 25. März 1999) ist eine Schweizer Tennisspielerin.

## Karriere
Dürst ist die Tochter einer Tennislehrerin und stammt aus Wettswil. Sie begann mit dem Tennis im Alter von 5 Jahren; sie bevorzugt als Belag den Hartplatz. Auf der ITF Women’s World Tennis Tour gewann sie bislang drei Titel im Einzel und 17 Titel im Doppel.
Sie trainiert in ihrem Heimclub, dem TC Wettswil.

## Turniersiege

### Einzel
| Nr. | Datum            | Turnier          | Kategorie | Belag     | Finalgegnerin      | Ergebnis      |
| --- | ---------------- | ---------------- | --------- | --------- | ------------------ | ------------- |
| 1.  | 23. Februar 2025 | Pretoria         | ITF W15   | Hartplatz | Stéphanie Visscher | 6:1, 6:3      |
| 2.  | 30. März 2025    | Alaminos Larnaca | ITF W15   | Sand      | Irina Fetecău      | 6:3, 3:6, 6:3 |
| 3.  | 25. Mai 2025     | Orlando          | ITF W35   | Sand      | Bella Payne        | 6:4, 6:4      |

### Doppel
| Nr. | Datum              | Turnier                     | Kategorie   | Belag     | Partnerin          | Finalgegnerinnen                            | Ergebnis          |
| --- | ------------------ | --------------------------- | ----------- | --------- | ------------------ | ------------------------------------------- | ----------------- |
| 1.  | 24. November 2018  | Scharm asch-Schaich         | ITF $15.000 | Hartplatz | Fiona Ganz         | Weronika Falkowska Daria Kuczer             | kampflos          |
| 2.  | 27. April 2019     | Antalya                     | ITF W15     | Sand      | Chiara Grimm       | Xenija Palkina Zhang Ying                   | kampflos          |
| 3.  | 18. Mai 2019       | Antalya                     | ITF W15     | Sand      | Chiara Grimm       | Jekaterina Kasionowa Alexandra Pospelowa    | 3:6, 6:1, [10:3]  |
| 4.  | 8. Mai 2021        | Ramat haScharon             | ITF W15     | Hartplatz | Nina Stadler       | Lina Glushko Shavit Kimchi                  | 1:6, 6:4, [10:6]  |
| 5.  | 22. Mai 2021       | Tiflis                      | ITF W15     | Hartplatz | Weronika Falkowska | Ayla Aksu Walerija Oljanowskaja             | 6:3, 6:2          |
| 6.  | 25. September 2021 | Johannesburg                | ITF W25     | Hartplatz | Nina Stadler       | Eva Vedder Stéphanie Visscher               | 6:75, 7:5, [11:9] |
| 7.  | 3. September 2022  | Collonge-Bellerive          | ITF W60     | Sand      | Weronika Falkowska | Michaela Bayerlová Jacqueline Cabaj Awad    | 7:65, 6:1         |
| 8.  | 15. Januar 2023    | Fort-de-France (Martinique) | ITF W15     | Hartplatz | Fanny Östlund      | Bianca Fernandez Anna Ulyashchenko          | 6:4, 3:6, [10:4]  |
| 9.  | 21. Januar 2023    | Petit-Bourg (Guadeloupe)    | ITF W25     | Hartplatz | Fanny Östlund      | Clervie Ngounoue Johanne Christine Svendsen | 6:4, 6:3          |
| 10. | 13. Mai 2023       | Båstad                      | ITF W25     | Sand      | Fanny Östlund      | Martyna Kubka Schibek Qulambajewa           | 6:4, 63:7, [10:7] |
| 11. | 26. Mai 2023       | Warmbad Villach             | ITF W25     | Sand      | Nika Radišić       | Jessie Aney Lena Papadakis                  | 6:2, 7:64         |
| 12. | 20. Januar 2024    | Petit-Bourg                 | ITF W35     | Hartplatz | Fanny Östlund      | Sina Herrmann Antonia Schmidt               | 6:2, 7:5          |
| 13. | 11. Mai 2024       | Kuršumlijska Banja          | ITF W15     | Sand      | Daria Kuczer       | Tea Lukic Natalija Senić                    | 6:3, 6:1          |
| 14. | 29. Juni 2024      | Klosters                    | ITF W35     | Sand      | Nina Vargová       | Katharina Hobgarski Antonia Schmidt         | 6:2, 4:6, [10:8]  |
| 15. | 23. August 2024    | Cluj-Napoca                 | ITF W35     | Sand      | Oana Gavrilă       | Briana Szabó Patricia Maria Țig             | 6:1, 6:0          |
| 16. | 27. September 2024 | Madrid                      | ITF W15     | Hartplatz | Celine Simunyu     | Vlada Ekshibarova Emma Wilson               | 6:4, 6:4          |
| 17. | 10. Mai 2025       | Platja d’Aro                | ITF W35     | Sand      | Valentina Ryser    | María Martínez Vaquero Alba Rey García      | 6:4, 7:5          |

## Weltranglistenpositionen am Saisonende
| Jahr   | 2019 | 2020 | 2021 | 2022 | 2023 | 2024 |
| ------ | ---- | ---- | ---- | ---- | ---- | ---- |
| Einzel | 818  | 801  | 563  | 347  | 506  | 395  |
| Doppel | 539  | 599  | 334  | 240  | 224  | 331  |